# Klubi Sportiv Elbasani 2014-2015

## Rosa
| N. |                    | Ruolo | Calciatore                  |
| -- | ------------------ | ----- | --------------------------- |
| 1  | Albania (bandiera) | P     | Shkëlzen Ruçi               |
| 4  | Albania (bandiera) | C     | Jurgen Dosti                |
| 5  | Albania (bandiera) | D     | Arjan Pisha (vice-capitano) |
| 6  | Albania (bandiera) | D     | Xhulio Jaupi                |
| 7  | Albania (bandiera) | C     | Erjol Merxha                |
| 8  | Albania (bandiera) | C     | Orgest Gava                 |
| 9  | Camerun (bandiera) | A     | Jean-Paul Yontcha           |
| 10 | Albania (bandiera) | C     | Endri Dalipi (capitano)     |
| 11 | Albania (bandiera) | A     | Enco Malindi                |
| 12 | Albania (bandiera) | P     | Eduart Myftarago            |
| 14 | Albania (bandiera) | C     | John Grabova                |
| 15 | Albania (bandiera) | C     | Mateos Toçi                 |
| 16 | Albania (bandiera) | A     | Eri Lamçja                  |
| 18 | Albania (bandiera) | A     | Semiran Çela                |
| 19 | Nigeria (bandiera) | C     | Ovbokha Agboyi              |

| N. |                    | Ruolo | Calciatore      |  |
| -- | ------------------ | ----- | --------------- |  |
| 22 | Albania (bandiera) | C     | Endri Duka      |  |
| 23 | Albania (bandiera) | D     | Ganjol Kaçuli   |  |
| 27 | Albania (bandiera) | C     | Ardit Hila      |  |
| 29 | Albania (bandiera) | C     | Emiljano Musta  |  |
| 44 | Albania (bandiera) | D     | Klaudio Çema    |  |
| -  | Albania (bandiera) | P     | Ted Laço        |  |
| -  | Albania (bandiera) | D     | Jurgen Lleshi   |  |
| -  | Albania (bandiera) | C     | Arbër Çyrbja    |  |
| -  | Albania (bandiera) | C     | Klaus Gjorga    |  |
| -  | Albania (bandiera) | C     | Ornald Tafani   |  |
| -  | Albania (bandiera) | C     | Besart Veseli   |  |
| -  | Albania (bandiera) | A     | Shamet Luta     |  |
| -  | Albania (bandiera) | A     | Rei Ujkashi     |  |
| -  | Albania (bandiera) | A     | Kristi Shyti    |  |
| -  | Albania (bandiera) | A     | Brilliant Sulaj |  |